# Procanace bifurcata
Procanace bifurcata är en tvåvingeart som beskrevs av Hardy och Mercedes Delfinado 1980. Procanace bifurcata ingår i släktet Procanace och familjen Canacidae. Inga underarter finns listade i Catalogue of Life.